# بخش دیترویت، شهرستان بکر، مینه سوتا
بخش دیترویت (به انگلیسی: Detroit Township) یک منطقهٔ مسکونی در ایالات متحده آمریکا است که در شهرستان بکر، مینه‌سوتا واقع شده‌است.
 بخش دیترویت ۷۳٫۰ کیلومتر مربع مساحت و ۲٬۰۳۳ نفر جمعیت دارد و ۴۱۷ متر بالاتر از سطح دریا واقع شده‌است.